# エーリヒ・テュルフ・フォン・チェーペ・ウント・ヴァイデンバッハ
エーリヒ・フランツ・テオドール・テュルフ (Erich Franz Theodor Tülff von Tschepe und Weidenbach、1854年1月28日 - 1934年2月2日)は、プロイセン王国・ドイツ帝国の陸軍軍人。最終階級は歩兵大将。1913年以降はテュルフ・フォン・チェーペ・ウント・ヴァイデンバッハの姓を名乗った。  

## 経歴
エーリヒは、医師フリードリヒ・テュルフとその妻イーダの息子としてプロイセン王国のブレスラウ (現在のポーランド・ヴロツワフ) に生まれた。1878年9月19日にアントニー・フォン・チェーペ・ウント・ヴァイデンバッハと結婚し、シャルロッテ、ヴェルナー、イーダ、ステファン、ペーターの5人の子女に恵まれた。 
ドイツ皇帝ヴィルヘルム2世は、1913年6月13日に自らの在位25年を記念して、エーリヒを貴族に列してプロイセン貴族に連なるエーリヒの妻アントニーの家名「チェーペ・ウント・ヴァイデンバッハ」を継承させ、テュルフ・フォン・チェーペ・ウント・ヴァイデンバッハを名乗らせた。 
エーリヒは1913年6月25日から1914年10月4日までコブレンツの第8軍団司令官を務めた。また、第一次世界大戦でルーマニア王国が降伏すると同地の軍事総督に任命された。 